# Piszczac
Piszczac é um município no leste da Polônia. Pertence à voivodia de Lublin, no condado de Biała. É a sede da comuna urbano-rural de Piszczac.
Estende-se por uma área de 3,3 km², com 2 825 habitantes, segundo o censo de 31 de dezembro de 2021, com uma densidade populacional de 856,1 hab./km².
Cidade real fundada em 1530, às vezes também chamada de Piszczatka, localizava-se no condado de Brześć Litewski, voivodia de Brześć Litewski. Foi privada de seus direitos municipais em 13 de janeiro de 1870 e incorporada à comuna de Piszczac, no condado de Biała. De 1867 a 1954, foi sede da comuna rural de Piszczac, de 1954 a 1972 da gromada de Piszczac e, a partir de 1973, da comuna reativada de Piszczac. Entre 1975 e 1998, pertenceu administrativamente à voivodia de Biała Podlaska. Em 1 de janeiro de 2024, recuperou a condição de cidade.

## Localização
Historicamente, Piszczac está localizada na antiga Terra de Brest, nos limites da qual pertencia originalmente a Podláquia, e depois, em 1566, tornou-se parte da voivodia de Brześć Litewski e, desde então, está na Polésia. Na Idade Média, a a Trilha Jaguelônica passava pela cidade.
Piszczac está localizada na área da Polésia Ocidental, no extremo norte da voivodia de Lublin, no condado de Biała. Ela está situada às margens do rio Lutnia. Através do território da comuna de Piszczac passa a linha ferroviária mais importante da Europa — a linha principal Berlim-Moscou (estações ferroviárias de Chotyłów e Dobrynka). A partir do leste, ela é alcançada por uma ampla rodovia que conecta a comuna com a rede ferroviária da República da Bielorrússia e de outros países da antiga União Soviética (a área do porto de recarga de Małaszewicze). Não há estradas nacionais no município. As estradas provinciais ligam Piszczac a Biała Podlaska, a uma distância de 22 km, e as passagens de fronteira em Terespol, a 25 km, em Kukuryki, a 25 km, e em Slawatycze, a 29 km.

## Divisão administrativa
| Nome     | tipo            |
| -------- | --------------- |
| Długa    | parte da cidade |
| Rynek    | parte da cidade |
| Szewele  | parte da cidade |
| Średnia  | parte da cidade |
| Zamoście | parte da cidade |

## História
A primeira menção à paróquia católica local data de 1500 e, em 1530, a vila recebeu direitos de cidade. Em Piszczac, antes de 1570, havia também a igreja ortodoxa de São João Batista, que aceitou a união após 1596. Desde o século XVIII, havia uma sinagoga em Piszczac.
Piszczac, como cidade, foi um importante centro da administração real. Isso se deve ao fato de ser o local onde se localizavam grandes armazéns de cereais, para onde os cereais eram transportados das terras reais vizinhas, que depois eram enviados para Brest. A cidade já tinha direito a seis feiras desde o século XVI, o que prova que ela deve ter sido um importante centro de vida econômica. A inspeção das propriedades reais da voivodia de Podláquia em 1570, confirma a ligação da cidade de Piszczatch (Piszczac) à economia de Brest do Grão-Ducado da Lituânia. A cidade estava localizada na antiga rota comercial de Brześć Litewski para Lublin. Nos séculos XVII e XVIII, foi arrendada para os Radziwiłłs e, por fim, passou para os herdeiros de Biała Podlaska, permanecendo lá até 1790.
Em 1875, as autoridades czaristas liquidaram a diocese uniata de Chełm e, como consequência, a paróquia uniata de Piszczac teve que adotar uma confissão ortodoxa. Em 1892, a igreja de Piszczac foi convertida em uma igreja ortodoxa e, três anos depois, foi demolida. Em 1907, foi construída uma nova igreja ortodoxa na cidade, que foi assumida pela Igreja Católica em 1919.
Devido à participação de seus habitantes na Revolta de Janeiro em 1869, Piszczac foi privada de seus direitos municipais e relegada ao papel de assentamento rural em 1870.
Durante a Segunda Guerra Mundial, foi um centro do movimento de resistência, com o Exército Nacional e a Guarda Popular operando aqui. De Piszczac veio Jakub Aleksandrowicz, pseudônimo de “Alek”, “Argentino”, organizador e comandante de uma unidade partidária da Guarda Popular, ex-membro do Partido Comunista da Polônia (KPP) e do Partido dos Trabalhadores Poloneses (PPR), participante das lutas na Espanha (após a guerra, uma praça na cidade recebeu seu nome).
Em 1973, Piszczac tornou-se a sede de uma nova comuna no condado de Biała, da voivodia de Lublin e, desde 1975, na voivodia de Biała Podlaska. Atualmente, após a reforma territorial, está novamente no condado de Biała.
A cidade é a sede da comuna de Piszczac. Sua população era de 2 142 habitantes em 2021.

## Judeus em Piszczac
Os primeiros dados que comprovam a presença de uma comunidade judaica em Piszczac datam de 1765, embora haja indícios de que um grupo maior de pessoas de fé mosaica já vivia na cidade antes disso. Nos anos posteriores, a porcentagem da comunidade judaica entre os habitantes de Piszczac aumentou constantemente — seus representantes estavam envolvidos principalmente com artesanato e comércio. Em 1857, quase 500 judeus viviam na cidade — grande parte do grupo participou ativamente da Revolta de Janeiro.
No início do século XX, os judeus representavam 36% da população de Piszczac. Havia um matadouro ritual e um cemitério judeu. A kahal (comunidade) local também incluía uma sinagoga em Chotyłów, fundada em 1918. Uma biblioteca judaica foi fundada em 1927, onde eram ministradas aulas de hebraico.
Piszczac foi ocupada pelos alemães em 8 de setembro de 1939 e, alguns dias depois, seu lugar foi tomado pelo Exército Vermelho. Segundo os acordos sobre as fronteiras ocupadas, os soviéticos se retiraram para o leste e, com eles, um grupo de cerca de 500 judeus. Em 15 de outubro, os alemães reassentaram as famílias judias dos vilarejos vizinhos. Pouco tempo depois, um gueto foi criado em Piszczac. Na primavera de 1941, cerca de 700 judeus de outros centros urbanos foram reassentados aqui. Alguns meses depois, ocorreu a primeira execução de quatro trabalhadores judeus. Em outubro de 1942, ocorreram duas execuções, nas quais um total de 12 judeus foram fuzilados. Logo em seguida, ocorreu a liquidação do gueto. Os judeus que permaneciam em Piszczac receberam ordens para comparecer à praça principal — após a seleção, um pequeno grupo de pessoas foi enviado para trabalhar em Międzyrzec Podlaski, enquanto os outros foram transportados para os campos de extermínio em Sobibor ou Treblinka.

## Monumentos históricos
- Capela do cemitério em Piszczac, construída em madeira por volta de 1800, ampliada várias vezes; lápides do século XIX no cemitério[20]
- Igreja paroquial da Elevação da Santa Cruz em Piszczac, construída em tijolos em 1907, originalmente uma igreja ortodoxa[21]
- Pedra da Podláquia - cruz de pedra junto ao presbitério da igreja

## Esporte
Piszczac é o lar do clube de futebol Lutnia Piszczac, que joga na classe distrital na temporada 2023/2024, grupo: Biała Podlaska. A sede do clube está localizada na rua Cmentarna.